# Voszegge
Voszegge (Carex vulpina) is een plantensoort uit de cypergrassenfamilie (Cyperaceae).

## Determinatie
Voszegge is een vaste, kruidachtige plant die pollen vormt. De plant wordt 30–100 cm hoog en heeft zeer scherp-driekantige, 3–7 mm brede stengels, waarvan de zijden enigszins hol zijn. De plant heeft geen wortelstok. De heldergroene bladeren zijn 6–10 mm breed met een scherpe, platte punt, waarvan de onderste bladscheden zwartbruin zijn en vezelig verweren. De opstaande randen van het tongetje steken buiten de bladrand uit. De breedte van het tongetje is groter dan de lengte.
Voszegge bloeit in mei en juni. De bloeiwijze is een roodbruine aar. De aren met de mannelijke bloemen staan boven de aren met vrouwelijke bloemen. De kafjes zijn donkerbruin en hebben een groene kiel. De urntjes zijn recht of schuin afstaand. Het bruine, 4–4,5 mm lange urntje is dof en alleen aan de buitenzijde zitten nerven. De snavel van het urntje is aan de rugzijde veel dieper gespleten dan aan de buikzijde. Een urntje is een soort schutblaadje dat geheel om de vruchten zit. Het vruchtbeginsel heeft twee stempels.
De vrucht is een lensvormig nootje.

### Gelijkende taxa
Voszegge lijkt zéér sterk op de in Nederland veel algemener voorkomende valse voszegge. Het belangrijkste verschil zit in de onderste bladscheden; bij voszegge zijn deze diep donkerbruin tot zwart en vervezelen haarvormig. Een ander belangrijk verschil is de ligula van vegetatieve scheuten. Deze zijn bij voszegge breder dan lang, zeer stomp afgerond (soms bijna 180°) en hebben opstaande, breed-witvliezige randen die buiten de bladschede uitsteken. Bij valse voszegge is de ligula van vegetatieve scheuten langer dan breed, eindigend in een spitse punt, met opstaande randen die niet buiten de bladrand uitsteken. Voorts ontwikkelt voszegge een donkerdere (bruine) bloeiwijze, alhoewel deze in het begin ook nog geelgroen van kleur kan zijn. Bij valse voszegge is de bloeiwijze altijd lichter van kleur (geelgroen). Tot slot is voszegge vaak een iets forsere plant en bloeit net iets eerder dan valse voszegge.

## Ecologie
Voszegge komt voor in vochtige tot natte, meso-eutrofe milieus in de volle zon. Het betreft dikwijls (licht) verstoorde standplaatsen op rivierklei met een circumneutrale tot zwak zure pH. Voorts heeft de soort een sterke voorkeur voor plekken met een zeer wisselende grondwaterstand. Vaak gaat het om plekken langs oude meanders en langs kleine waterpartijen (zoals poelen en sloten), maar ook in hooi- en weilanden, natte strooiselruigten en rietmoerassen.
Voszegge is een waardplant voor voszeggeroest, een zeldzame autoecische schimmel.

## Verspreiding
Het verspreidingsgebied van voszegge strekt zich ruwweg uit over Eurazië. De soort is in Europa wijdverspreid, maar ontbreekt in Ierland, IJsland, Portugal, Oost-Thracië en de meeste eilanden van de Middellandse Zee. In Nederland komt voszegge voor langs de Maas en de Oude IJssel. De soort staat op de Nederlandse Rode Lijst als zeldzaam en matig afgenomen.